# Norwegian Getaway
Norwegian Getaway es un crucero de Norwegian Cruise Line. Fue construido por Meyer Werft en Papenburg , Alemania, y fue entregado a su propietario el 10 de enero de 2014 En el momento de su bautizo era el noveno crucero más grande del mundo con una capacidad de pasajeros de 3.969 y una tripulación de 1.640 personas.
Las comodidades a bordo del barco incluyen restaurantes del chef Geoffrey Zakarian , un lugar de entretenimiento dedicado a la magia llamado "Illusionarium", y otro lugar de entretenimiento con el tema de los premios Grammy . El barco tiene su base en Miami y navega principalmente en cruceros de siete noches por el Caribe oriental. Fue bautizada en Miami el 7 de febrero de 2014, con las porristas de los Miami Dolphins como madrinas. El barco partió en su viaje inaugural al día siguiente.

## Diseño y descripción
El Norwegian Getaway es el buque hermano del Norwegian Breakaway y fue construido por Meyer Werft en Papenburg , Alemania, para Norwegian Cruise Line . El nombre del barco fue seleccionado en un concurso y fue presentado por Dennis Hultman de Vienna, Virginia , Estados Unidos. NCL espera que el barco tenga su base en Miami durante todo el año. NCL encargó a David "LEBO" Le Batard que diseñara el mural en el casco del barco.
Se produjo un incendio en el astillero el 5 de marzo de 2013, pero nadie resultó herido y no retrasó la entrega del buque. El humo del fuego resultó en la evacuación de las áreas de producción y del centro de visitantes.
El 30 de junio de 2018, un miembro de la tripulación cayó por la borda desde Getaway a 45 kilómetros al noroeste de Cuba. La línea de cruceros y la Guardia Costera de Estados Unidos comenzaron una búsqueda. Al día siguiente, un mayordomo de otro crucero, Carnival Glory , vio al miembro de la tripulación en el océano. Llevaba casi 22 horas flotando en el agua cuando Glory lo rescató, vivo y coleando.

### Entretenimiento y restaurantes
El entretenimiento a bordo del barco incluye el "Illusionarium", un lugar de entretenimiento dedicado a las actuaciones de magia e ilusión. También incluye un domo de video de 30 pies (9,1 m) de altura en el medio del área de actuación. El parque acuático tiene cinco toboganes, incluidos dos toboganes de caída libre y dos toboganes twister ubicados uno al lado del otro en una espiral y un tobogán para niños.
Hay un lugar de entretenimiento Grammy que incluye artículos tomados del Museo Grammy en LA Live en Los Ángeles. De acuerdo con esto, Norwegian Cruise Line se convirtió en el "socio oficial de cruceros de los premios Grammy". El chef Geoffrey Zakarian tiene lugares para comer a bordo del barco, incluido el concepto Ocean Blue. Ocean Blue forma parte del área del barco llamada "The Waterfront" que permite cenar al aire libre en la mayoría de los restaurantes a bordo.

## Itinerarios
El buque llegó a Southampton procedente de Rotterdam el 14 de enero de 2014, partiendo para dos cruceros de trabajo de la tripulación en el Canal de la Mancha el 14 y 15 de enero, antes de partir de Southampton hacia la ciudad de Nueva York el 16 de enero.
Mientras estuvo en Nueva York, fue rebautizado temporalmente como " Bud Light Hotel" para albergar a 4.000 personas durante su atraque en la Terminal de Buques de Pasajeros de Nueva York durante la semana del Super Bowl XLVIII .
En febrero de 2014, comenzó a realizar cruceros al Caribe continuando haciéndolo en la temporada 2015.
En 2017, Norwegian anunció que el Getaway pasará el verano de 2019 en el puerto base de Copenhague , ofreciendo cruceros de nueve días a Escandinavia y Rusia . En el otoño de 2019, el Getaway llegará a su nuevo puerto base, Nueva Orleans , donde ofrecerá cruceros de varias longitudes al Caribe Occidental . En el verano de 2020, el Getaway comenzará cruceros de 10/11 días por el Mediterráneo desde su puerto base de verano en Civitavecchia , con escala en puertos en las islas griegas , Italia.y varios otros puertos en el Mediterráneo occidental y oriental.